# Johann Wilhelm Hittorf
Johann Wilhelm Hittorf (Bonn, 1824 - Münster, 1914) fou un físic alemany.

## Biografia
Catedràtic de física i química a la Universitat de Münster des de 1856, va contribuir poderosament al desenvolupament de l'electroquímica amb innumerables invents.
Va descobrir els raigs catòdics amb el seu mestre Plücker, amb el que va estudiar també les variacions de l'espectre al variar l'atmosfera. Va determinar l'íntima dependència entre la conductibilitat elèctrica i l'acció química i la divisió de les sals complexes per mitjà del corrent. Estudià l'al·lotropia del seleni i del fòsfor, descriví el comportament electromotor del crom i registrà la velocitat d'emigració dels ions sotmesos a l'acció del corrent elèctric. El tub de Hittorf per ell inventat apareix com a precursor del tub de Crookes. Autor d'Über die Wanderung der Ionen während der Elektrolyse.